# شورای ئی‌سی
شورای بین‌المللی مشاوران تجارت الکترونیک یا به اختصار شورای ئی‌سی یک سازمان تخصصی است که توسط اعضا حمایت می‌شود. دفتر مرکزی شورا در آلبوکرک، نیومکزیکو می‌باشد.
EC-Council در درجه اول به عنوان یک نهاد صدور گواهینامه حرفه ای شناخته می شود. این شرکت همچنین اعتبار دیگری در زمینه امنیت سایبر ایجاد کرده است، مانند مدرک مدافع شبکه (CND) ، مدیر ارشد امنیت اطلاعات (CCISO) ، محقق قانونی هک رایانه (CHFI) ، که در میان گروه های دیگر در حال فعالیت بوده و خدمات آن در بیش از 145 کشور جهان ارائه می شود. این شرکت همچنین کنفرانس های امنیتی فناوری اطلاعات مانند Hacker Halted ، Global CyberLympics و Takedowncon را برگزار میکند.

## مدرک Certified Secure Computer User CSCU
هدف از برنامه آموزش CSCU ارائه دانش و مهارت های لازم برای محافظت از دارایی های اطلاعاتی افراد است. این کلاس دانش آموزان را در یک محیط تعاملی غوطه ور می کند که در آن درک اساسی از تهدیدات امنیتی رایانه ای و شبکه ای از قبیل سرقت هویت ، کلاهبرداری با کارت اعتباری ، کلاهبرداری فیشینگ فیش بانکی آنلاین ، ویروس و بکدورها، ایمیل های فریبنده، کمین آنلاین مجرمان جنسی، از دست دادن اطلاعات محرمانه، حملات هکری و مهندسی اجتماعی بدست می آوردند. مهمتر از همه ، مهارتهای آموخته شده از کلاس به دانش آموزان کمک می کند تا اقدامات لازم را برای کاهش امنیت امنیتی خود انجام دهند.

## مدرک Certified Ethical Hacker CEH
مدرک هکر اخلاقی یا  Certified Ethical Hacker CEH دراصل آشنایی متخصصان امنیتی با روشها، تکنیکها و ابزارهای مورد استفاده نفوذگران می‌باشد. ارائه دهندگان این دوره بر این باورند که برای مبارزه با نفوذ گران باید با روشها وابزارهای مورد استفاده آنها آشنا بود و از طرز تفکر نفوذگران آگاه بود. با این دیدگاه، یک کارشناس امنیتی می‌تواند شبکه مورد نظر خود را همانند یک نفوذگر، تست، عیب یابی و ایمن تر نماید. دانشجویان در پایان دوره باید بتوانند انواع حملات و ابزارهای حمله را شناخته و  راه‌های نفوذ به شبکه و سیستم‌های کامپیوتری را شناسایی و مسدود نمایند. که به تازگی نسخه هشت آن نیز توسط این شورا بیرون آمده.

## مدرکComputer Hacking Forensic Investigator CHFI
این دوره شامل روند شناسایی حملات هکری و استخراج درست شواهد برای ثبت گزارش از وقوع جرم و انجام ممیزی برای جلوگیری از حملات آینده است.
ابزارها و تکنیک های استفاده شده در دوره CHFI دانشجو را برای انجام تحقیقات رایانه ای با استفاده از فناوری های پیشگامانه بازرسی دیجیتال آماده می کند. بازرسان CHFI میتوانند مجموعه ای از روش ها را برای کشف داده هایی که در یک سیستم کامپیوتری ساکن هستند یا بازیابی اطلاعات حذف یا رمزگذاری شده یا آسیب دیده را تحت عنوان بازیابی اطلاعات رایانه اعمال کنند.

## سایر مدارک مؤسسه
- ECIH
- LPT
- ENSA
- ECSP
- EDRP
- CCISO
- ECSA
- CompTIA